# リッキー・ポンティング
リッキー・トーマス・ポンティング（英: Ricky Thomas Ponting AO、1974年12月19日 - ）は、オーストラリア・タスマニア州・ローンセストン出身の元プロクリケット選手。元オーストラリア代表。ポジションはバッター。クリケットの長い歴史の中でも世界有数のバッターの一人である。